# Phaius borneensis
Phaius borneensis är en orkidéart som beskrevs av Johannes Jacobus Smith. Phaius borneensis ingår i släktet Phaius och familjen orkidéer. Inga underarter finns listade i Catalogue of Life.